# Arno Bergmann (Physiker)
Arno William Bergmann (* 16. Dezember 1882 in Cursdorf; † 5. November 1960 in Arnstadt) war ein deutscher Physiker, Studienrat und Lepidopterologe.

## Leben
Bergmann wurde 1882 als Sohn des Glasarbeiters Gustav Albert Bergmann und seiner Ehefrau Ida Louise Hulda Girbardt in Cursdorf im Fürstentum Schwarzburg-Rudolstadt geboren. Er besuchte die Dorfschule und das Realgymnasium in Rudolstadt und Saalfeld und studierte anschließend zunächst in Leipzig und Göttingen Mathematik, Chemie, Physik und Mineralogie. In Jena setzte er das Physikstudium fort und wurde dort 1907 mit der Abhandlung Beiträge zur Kenntnis der ultraroten Emissionsspektren der Alkalien promoviert. Die dabei entdeckten ultraroten Serien der Alkalimetallspektren, die von Eduard Riecke den Namen „Bergmann-Serien“ erhielten, leisteten einen wichtigen Beitrag zur Kenntnis der Emissionsspektren und des Verhaltens der Atomhülle. In Arnstadt war er anschließend als Studienrat im Schuldienst tätig. Sein Interesse galt daneben der Lepidopterologie und er wurde ein bedeutender Fachmann der Thüringer Schmetterlingsfauna. Fragen zur Ökologie und Zucht,  von Erscheinungen des Albinismus und Melanismus sowie der Einfluss klimatischer Verhältnisse auf die Ausgestaltung von Formen waren seine Schwerpunkte. Diese Themen bildeten auch die Grundlage seines insgesamt ca. 5000 Seiten umfassenden, siebenbändigen Werkes „Die Großschmetterlinge Mitteldeutschlands“, das er mit Fotos von Faltern und charakteristischen Fundortplätzen reich bebilderte.

## Werke
Bergmanns siebenbändiges Werk Die Großschmetterlinge Mitteldeutschlands Unter besonderer Berücksichtigung der Formenbildung, der Vegetation und der Lebensgemeinschaften in Thüringen sowie der Verflechtung mit der Fauna Europas Nach eigenen Beobachtungen und Versuchen sowie mit Verwendung von Beiträgen von Professor Dr. Arthur Petry und zahlreichen thüringischen Entomologen ist in den 1950er Jahren im Urania Verlag, Jena erschienen und umfasst folgende Bände:
- Band 1 Die Natur Mitteldeutschlands und ihre Schmetterlingsgesellschaften
- Band 2 Tagfalter, Verbreitung, Formen und Lebensgemeinschaften
- Band 3 Spinner und Schwärmer, Verbreitung, Formen und Lebensgemeinschaften
- Band 4/1 Eulen, Verbreitung, Formen und Lebensgemeinschaften
- Band 4/2 Eulen, Verbreitung, Formen und Lebensgemeinschaften
- Band 5/1 Spanner, Verbreitung, Formen und Lebensgemeinschaften
- Band 5/2 Spanner, Verbreitung, Formen und Lebensgemeinschaften

Bergmann veröffentlichte viele weitere Einzelpublikationen in der entomologischen Fachpresse.